# منتخب الجزائر لكرة الهدف للرجال
منتخب الجزائر لكرة الهدف للرجال هو ممثل الجزائر الرسمي في المنافسات الدولية في كرة الهدف. وهي رياضة جماعية مصممة خصيصًا للرياضيين الذين يعانون من ضعف البصر.و يشارك الفريق في مسابقات كرة الهدف الدولية.

## الألعاب البارالمبية

### برشلونة 1992
تنافس الفريق في دورة الألعاب البارالمبية الصيفية لعام 1992 وذلك من 3 إلى 14 سبتمبر 1992 في ملعب بافيلو دي لا فال دي هيبرون المغطى ببرشلونة في إسبانيا. وكان هناك اثنا عشر فريقًا للرجال وثمانية فرق للسيدات. وجاء الفريق في المركز الثاني عشر.

### لندن 2012
تنافس الفريق في دورة الألعاب البارالمبية الصيفية 2012 من 30 أغسطس إلى 7 سبتمبر 2012 في كوبر بوكس أرينا بلندن في إنجلترا. وقد كان هناك اثنا عشر فريقًا للرجال وعشرة فرق للسيدات (زيادة قدرها فريقان إضافيان للسيدات عن السنوات الماضية).
ويتكون الفريق من فراس بنتريا وعبد الحليم العربي وعماد الدين جودمان ومحمد والي ومحمد مقران وإسحق بوطالب.

### ريو دي جانيرو 2002
دخل رجال الجزائر البطولة وهم في المركز الثاني عشر عالميًا.

### طوكيو 2020
تنافس الفريق في دورة الألعاب البارالمبية الصيفية 2020 حيث أقيمت المنافسة من الأربعاء 25 أغسطس حتى النهائيات يوم الجمعة 3 سبتمبر 2021 وذلك في ساحة ماكوهاري ميسي بتشيبا في طوكيو باليابان.

## بطولات العالم

### مدريد 1998
تنافس الفريق في بطولة العالم عام 1998 في مدريد بإسبانيا. وكان هناك ستة عشر فريقًا للرجال وإحدى عشر فريقًا للسيدات. ولقد احتلوا المركز الخامس عشر في الترتيب العام.

### ريو دي جانيرو 2002
تنافس الفريق في بطولة العالم 2002 في ريو دي جانيرو بالبرازيل من 30 أغسطس 2002 إلى 8 سبتمبر 2002. وكان هناك أربعة عشر فريقًا للرجال وعشرة فرق للسيدات. ولقد احتلوا المركز الثاني عشر في الترتيب العام.

### سبارتانبرج 2006
تنافس الفريق في بطولة العالم 2006 وذلك في يوليو 2006 في سبارتانبورج بكارولاينا الجنوبية في الولايات المتحدة الأمريكية. وكان هناك ستة عشر فريقًا للرجال وثلاثة عشر فريقًا للسيدات. حيث احتلوا المركز الثاني عشر في الترتيب العام.

### شيفيلد 2010
تنافس الفريق في بطولة العالم 2010 وذلك من 20 إلى 25 يونيو 2010 في شيفيلد بإنجلترا . وكان هناك ستة عشر فريقًا للرجال واثني عشر فريقًا للسيدات. ولقد احتلوا المركز السابع في الترتيب العام.

### إسبو 2014
تنافس الفريق في بطولة العالم 2014 من 30 يونيو إلى 5 يوليو 2014، في إسبو بفنلندا. وكان هناك أربعة عشر فريقًا للرجال وعشرة فرق للسيدات. ولقد احتلوا المركز العاشر في الترتيب العام.

### مالمو 2018
تنافس الفريق في بطولة العالم 2018 من 3 إلى 8 يونيو 2018 في قاعة بالتيسكا بمالمو في السويد. وكان هناك ستة عشر فريقًا للرجال واثني عشر فريقًا للسيدات. واحتلوا المركز الحادي عشر في الترتيب النهائي.

### ماتوسينهوس 2022
تنافس الفريق في بطولة العالم 2022 في الفترة من 7 إلى 16 ديسمبر 2022، في Centro de Desportos e كونغرسوس دي ماتوسينهوس بالبرتغال. وكان هناك ستة عشر فريقًا للرجال وستة عشر فريقًا للسيدات. واحتلوا المركز الثامن في المجموعة C والمركز الرابع عشر في الترتيب النهائي.

## الألعاب العالمية آي بي أس إيه
- أقيمت دورة الألعاب العالمية IBSA لعام 2003 في مدينة كيبيك بكندا. الـ17
- أقيمت دورة الألعاب العالمية IBSA 2007 في ساو باولو بالبرازيل. السابع
- أقيمت دورة الألعاب العالمية IBSA 2011 في أنطاليا بتركيا. السادس

## البطولات الإقليمية
يتنافس الفريق ضمن منطقة IBSA Africa goalball.
- البطولة الأفريقية لكرة الهدف 2013 في نيروبي بكينيا المركز الأول[9][10]

- بطولة افريقيا لكرة الهدف 2016 بالجزائر العاصمة في الجزائر. الأولى[11]

- بطولة افريقيا لكرة الهدف 2017 في شرم الشيخ مصر. الاولى[12][13]

### بورسعيد 2020
تنافس الفريق في بطولة إفريقيا لكرة الهدف IBSA 2020 في الفترة من 2 إلى 5 مارس 2020 في بورسعيد بمصر ضد مصر والمغرب. وكانت هذه البطولة الإقليمية لتصبح بطولة إقليمية إذا شاركت فرق الرجال من الكاميرون وغانا وكينيا والنيجر كما هو محدد في الأصل. وقد حصل الفريق على المركز الأول.

### كيب كوست 2021
تنافس الفريق في بطولة إفريقيا لكرة الهدف IBSA 2021 من الإثنين 6 إلى الجمعة 10 ديسمبر 2021 في مجمع جامعة كيب كوست الرياضي في كيب كوست بغانا. وقد كانت هذه البطولة بمثابة تصفيات لبطولة العالم 2022. فمن بين الفرق الستة للرجال (الجزائر والكاميرون ومصر وغانا وكينيا ونيجيريا) لم تهزم الجزائر.